# شمان ده ریورار
شمان ده ریورار (به لاتین: Chemin des Révoires) یک کوه در مرز موناکو - فرانسه واقع شده‌است. شمان ده ریورار ۱۶۲ متر بالاتر از سطح دریا واقع شده‌است.